# Southern Indian Lake
Der Southern Indian Lake (deutsch Südlicher Indianersee) ist ein See in der kanadischen Provinz Manitoba, etwa 300 km westlich der Hudson Bay.
Der Southern Indian Lake bildet eine 2015 km² große Wasserfläche (Gesamtfläche mit Inseln: 2247 km²) am mittleren Flusslauf des Churchill River. Oberstrom liegt der Opachuanau Lake, abstrom der Partridge Breast Lake. Unterhalb des Southern Indian Lake fließt der Churchill River noch 460 km bis zu dessen Mündung in die Hudson Bay. Der stark gegliederte 155 km lange See liegt auf einer Höhe von 258 m im Bereich des Kanadischen Schildes. Das Einzugsgebiet umfasst etwa 260.000 km². Die Cree-Siedlung South Indian Lake befindet sich am Südufer des Sees.

## Churchill River Diversion
Mitte der 1960er Jahre wurden erste Studien durchgeführt, die eine Ableitung eines Teils des Flusswassers des Churchill River nach Süden zum Nelson River vorsahen. Die Planer versprachen sich davon eine wirtschaftlichere Nutzung dessen Wasserkraft. Zwischen 1973 und 1977 wurde bei Missy Falls am natürlichen Abfluss des Southern Indian Lake, südlich und nördlich der Flussinsel Patterson Island, ein Abflusskontrollbauwerk errichtet. Dieses erhöht den Wasserspiegel des Sees um 3 m und reguliert den Abfluss des Sees in den Unterlauf des Churchill River. Ursprünglich war ein Aufstau von bis zu 10,6 m geplant gewesen. Gleichzeitig wurde am Südufer der South Bay ein 4 km langer und im Mittel 150 m breiter Ableitungskanal, der South Bay Diversion Channel, ausgebaggert. Über diesen fließt seit 1977 ein Großteil des Wassers in das Flusssystem des südlich verlaufenden Rat River. Dessen Abfluss in den noch weiter südlich gelegenen Burntwood River, einen Nebenfluss des Nelson River, wird durch ein Wehr bei Notigi reguliert. Die staatlichen Auflagen an die Betreiber des Projekts sehen u. a. vor, dass maximal 850 m³/s umgeleitet werden. Außerdem müssen mindestens 14 m³/s während der eisfreien Zeit sowie 43 m³/s während der restlichen Zeit im Jahr in den Unterlauf des Churchill River abgeführt werden. Der ursprüngliche Abfluss in den Unterlauf des Churchill River schwankte zwischen 566 m³/s und 1982 m³/s und lag im Mittel bei 991 m³/s. Nach der Projektrealisierung reduzierte sich der mittlere Abfluss auf 227 m³/s.